# 卡塔威薩 (密蘇里州)
卡塔威薩（英語：Catawissa）是位於美國密蘇里州富蘭克林縣的非建制地區。

## 歷史
卡塔威薩的郵局自1860年營運至今。

## 地理
卡塔威薩所處的海拔為高於海平面161米（即528英呎），而該地所採用的時區為UTC-6，即北美中部時區（CST）。同時該地設有夏令時間，為UTC-6調快一小時，即UTC-5（CDT）。